# Прудки (Омская область)
Прудки — деревня в Омском районе Омской областиРоссии. Входит в состав Богословского сельского поселения. Население 81 чел. (2013) .

## История
В 1982 году Указом Президиума Верховного Совета РСФСР деревня Лесопитомник переименована  в Прудки.
В соответствии с Законом Омской области от 30 июля 2004 года № 548-ОЗ «О границах и статусе муниципальных образований Омской области»  деревня вошла в состав образованного муниципального образования «Богословское сельское поселение».

## География
Прудки расположены в лесостепной зоне среднего течения реки Иртыш, по берегу нижнего течения реки Омь. 

## Население
| 2006 | 2010 | 2013 |
| ---- | ---- | ---- |
| 43   | ↗44  | ↗81  |

Гендерный состав
По данным Всероссийской переписи населения 2010 года в гендерной структуре населения из 44 человек мужчин — 26, женщин — 18	(59,1 и 40,9 % соответственно)
Национальный состав
Согласно результатам переписи 2002 года, в национальной структуре населения русские составляли 92 % от общей численности населения в 40 чел. .

## Инфраструктура
Личное подсобное хозяйство. 

## Транспорт
Просёлочные дороги. 